# Cella (Teruel)
Cella ist ein Ort und eine Gemeinde (municipio) mit 2.690 Einwohnern (Stand: 2024) im Zentrum der Provinz Teruel in der Autonomen Region Aragonien im östlichen Zentralspanien.

## Lage und Klima
Cella liegt im Süden des Iberischen Gebirges etwa 23 km (Fahrtstrecke) nordnordwestlich der Stadt Teruel in einer Höhe von ca. 1025 m. Durch die Gemeinde führt die Autovía A-23. Der Río Guadalaviar durchquert im Süden die Gemeinde. Das Klima ist gemäßigt bis warm; Regen (ca. 450–500 mm/Jahr) fällt übers Jahr verteilt.

## Bevölkerungsentwicklung
| Jahr      | 1857 | 1900 | 1950 | 2000 | 2024 |
| Einwohner | 2054 | 2578 | 3813 | 2897 | 2690 |

Die Mechanisierung der Landwirtschaft sowie die Aufgabe bäuerlicher Kleinbetriebe („Höfesterben“) und der daraus resultierende Verlust an Arbeitsplätzen haben in der zweiten Hälfte des 20. Jahrhunderts zu einem deutlichen Bevölkerungsrückgang (Landflucht) geführt.

## Wirtschaft
Die Gemeinde lebte jahrhundertelang ausschließlich vom Getreideanbau (Gerste und Weizen), der hauptsächlich zur Selbstversorgung betrieben wurde; auch Viehhaltung (Schafe, Ziegen, Hühner) fand in geringem Maße statt. Der Ort El Castillar diente als merkantiles, handwerkliches und kulturelles Zentrum für die inzwischen zumeist verschwundenen Weiler (pedanías) und Einzelgehöfte (fincas) in seiner näheren Umgebung. Heute spielt die Landwirtschaft immer noch die wichtigste Rolle; Einnahmen aus dem Tourismus gibt es kaum.

## Geschichte
Es ist umstritten, ob sich hier einst die römische Siedlung Urbiaca befand. Nach anderer Auffassung befindet sich diese im Gebiet der Ortschaft Noheda der Gemeinde Villar de Domingo García (Provinz Cuenca). Es ist jedenfalls belegt, dass sich hier im ersten und zweiten nachchristlichen Jahrhundert eine römische Siedlung befand. Die andalusische Herrschaft wurde hier zunächst von den Omayaden, dann von den Banu Razín wahrgenommen. Ab Beginn des 12. Jahrhunderts übernahmen die Almoraviden das Gebiet. 
Es gelang den Christen Mitte des 12. Jahrhunderts, die Ortschaft (damals wohl Azehla) zu erobern. Im Buch des Cid wird die Ortschaft als Celfa erwähnt. Cella ist der letzte Wegpunkt auf dem dritten Abschnitt des Camino del Cid. 
Ab 1177 wurde die Burg mit umliegenden Gehöften erbaut. 
Francisco Zarzoso errichtete in Cella ein Observatorium.

## Sehenswürdigkeiten
- Reste eines römischen Aquädukts
- Quelle/Brunnen des Río Jiloca (Fuente de Cella)
- Burgruine von Cella
- Kirche der Unbefleckten Empfängnis (Iglesia de Nuestra Señora de la Inmaculada)
- Peterskapelle
- Sebastianskapelle
- Rathaus aus dem 16./17. Jahrhundert
- Stierkampfarena

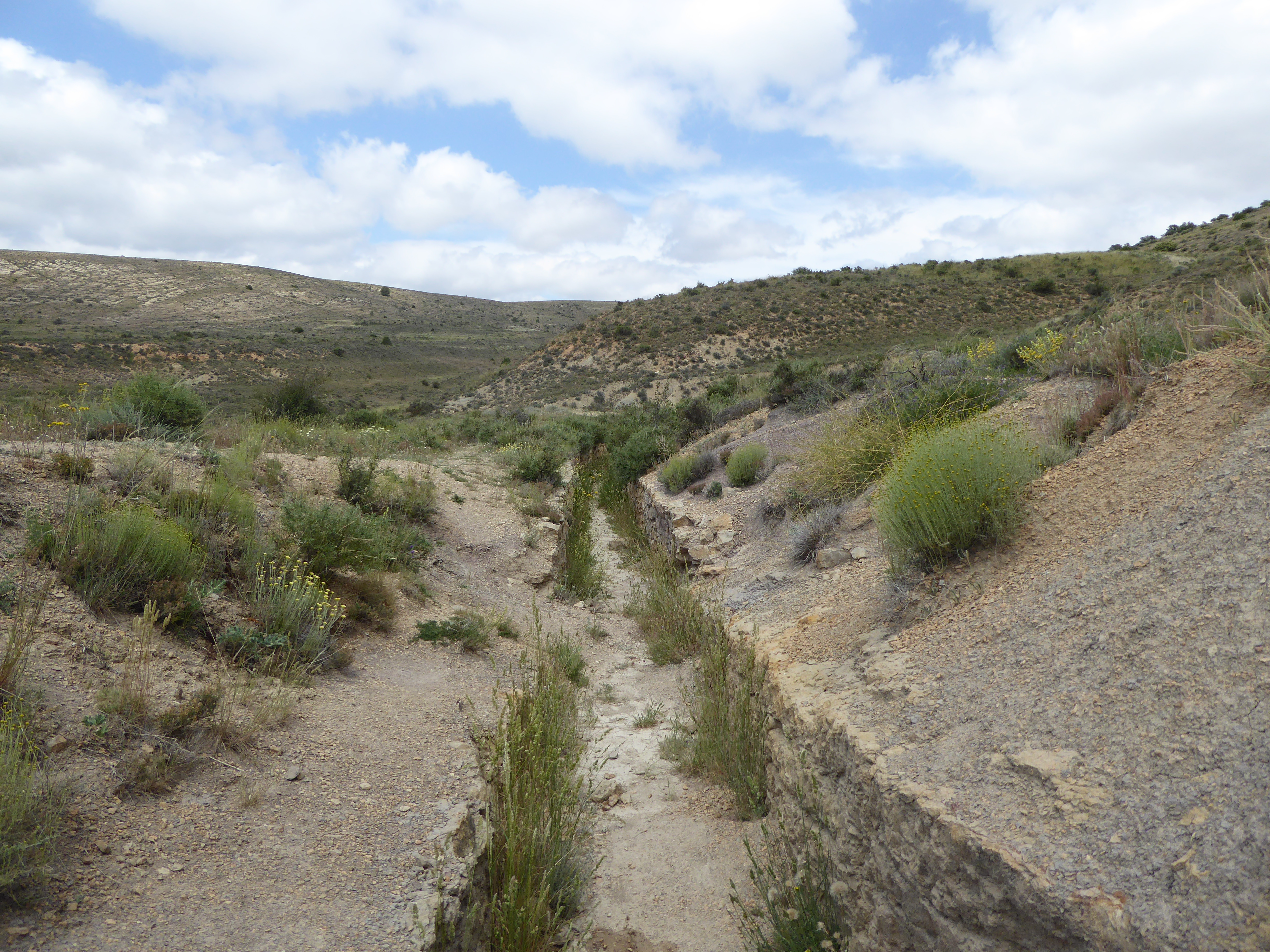
Reste des Aquädukts
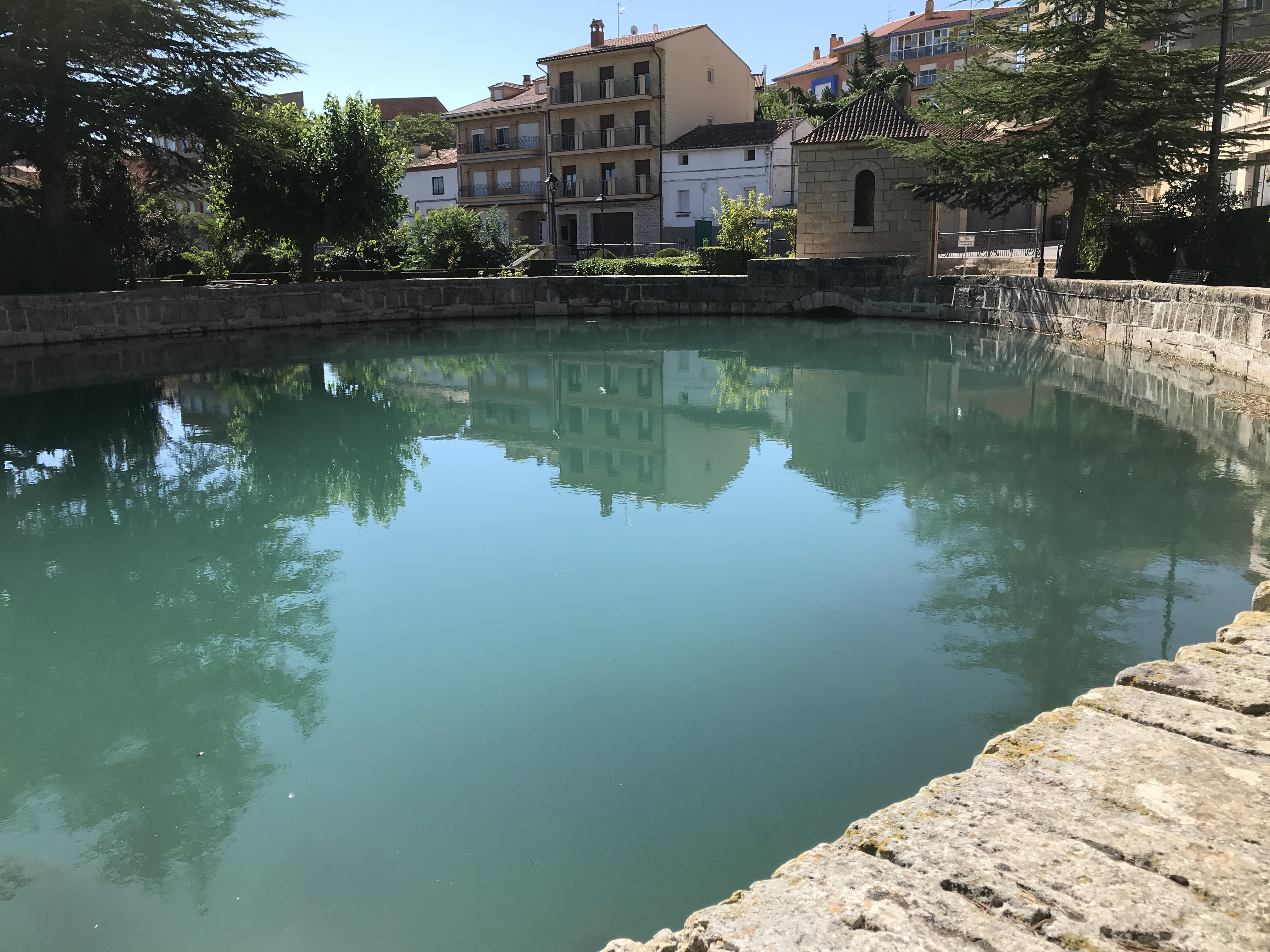
Brunnen und Quelle des Jiloca
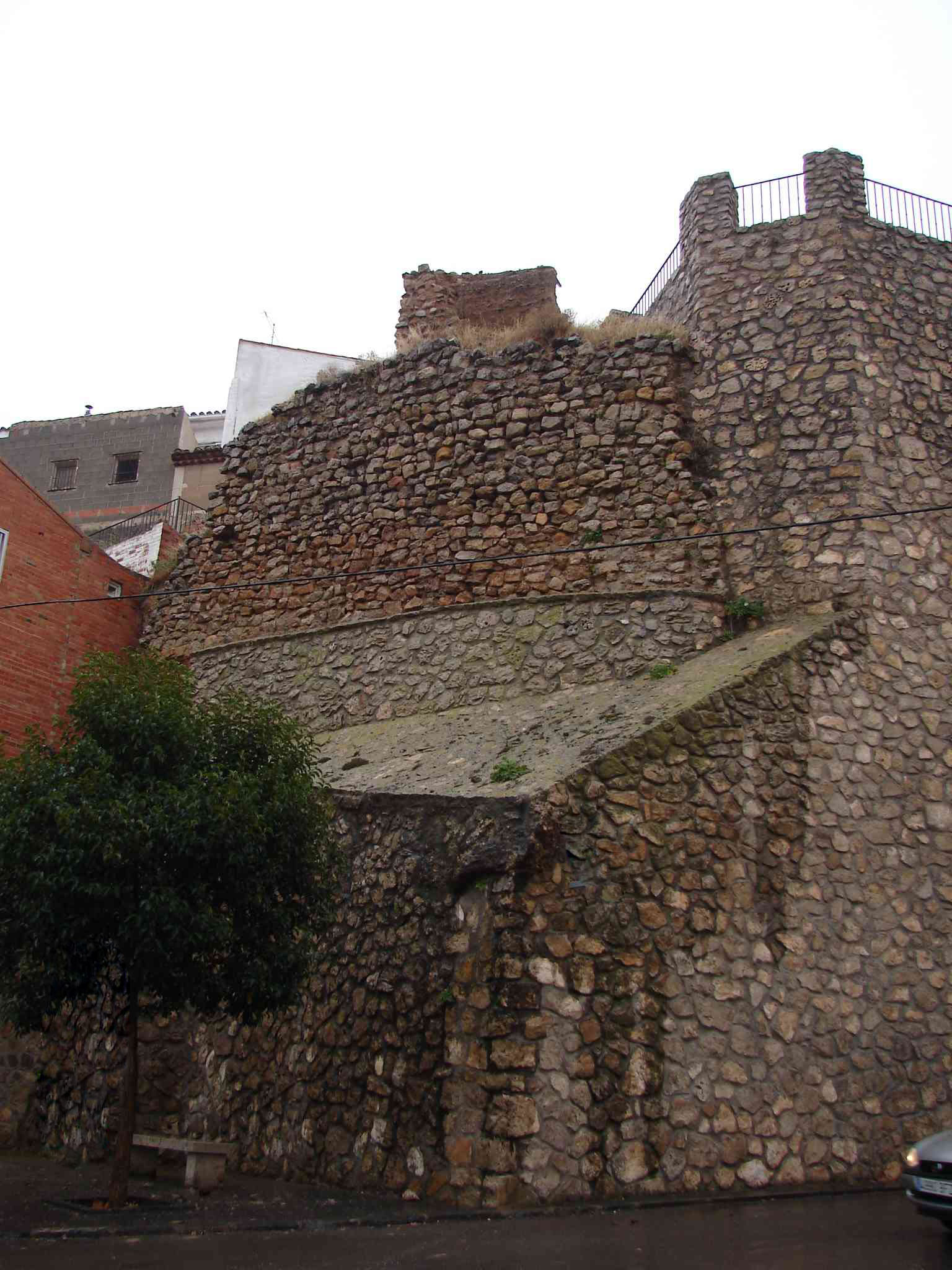
Burgruine
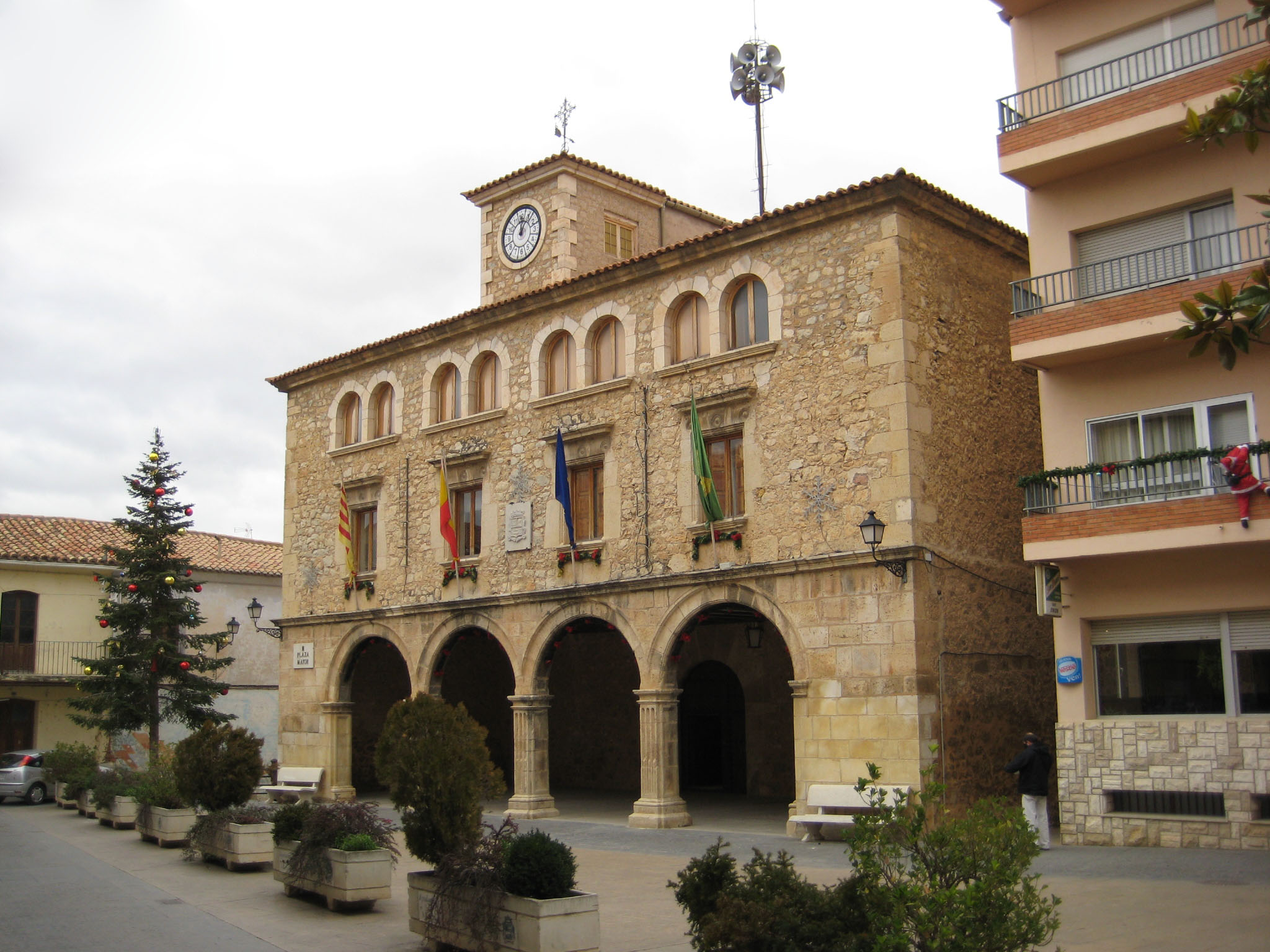
Rathaus

## Persönlichkeiten
- Francisco Zarzoso (1526–1556), Astronom